# 德州德語
德州德語（英語：Texas German）是一種德語的方言、從19世紀中葉開始由定居於美國德克萨斯州的德國移民後裔所使用。這些德州德國人（German Texans）在德州山鄉建立一些新城鎮如新布朗費爾斯、弗雷德里克斯堡、伯尼，瓦爾伯，及康佛特。及在德州山鄉以東的舒倫堡和魏瑪等城鎮。

## 歷史和文檔
大多數幾代的美國德州德國人亦持續在自己定居後的家園和社區講德語。在第一次世界大戰期間德州教育法規建立強制性僅以英語教學，無論在校外面講什麼語言、要求孩子在學校裡必須學習英語。在第一次世界大戰和第二次世界大戰期間，由於這些社區文化偏見（Cultural bias）的增加，德州德語的使用者傾向說英語，而僅有一些德州德國人將德語傳給後代。

## 与标准德语词汇的比较
懂得标准德语的人也能够明白德州德语，但德州德语采用了美式度量衡单位及法律术语。此外，在19世纪后出现的新事物，德州德语和标准德语所采用的词汇一般都会有所不同。或者是标准德语及德州德语有相同的词形，但意思则有差别。如一词，在德州德语中表示“飞机”之意，但标准德语中，这个词则被用来指“飞艇”。以下是一些例子：
| 词义         | 德州德语   | 字面意思         | 标准德语   | 字面意思       |
| ------------ | ---------- | ---------------- | ---------- | -------------- |
| 臭鼬         | Stinkkatze | 臭-猫            | Stinktier  | 臭-动物        |
| 飞机         | Luftschiff | 大气-船          | Flugzeug   | 飞行-工具/东西 |
| 县           | County     | 县（借自英语）   | Kreis      | 县、圈         |
| 毯子         | Blanket    | 毯子（借自英语） | Decke      | 毯子，遮盖物   |
| 空的、消失的 | all        | 空的、消失的     | leer; alle | 空的、消失的   |

## 外部連結
- Texas German Dialect Project （页面存档备份，存于）
- Article about Texas German – Spiegel Online （页面存档备份，存于） （德文）
- . BBC News. 14 May 2013  [2014-04-21]. （原始内容存档于2021-03-27）.